# Paul von Lettow-Vorbeck
Paul von Lettow-Vorbeck (født 20. marts 1870 i Saarlouis – 9. marts 1964 i Hamborg) var en preussisk generalmajor og forfatter.
Lettow-Vorbeck deltog i nedkæmpelsen af bokseroprøret i Kina (1900/1901) og havde mellem 1904 og 1908 kommandoen over en styrke i den tyske koloni Tysk Sydvestafrika. Her deltog han bl.a. i bekæmpelsen af herero og nama-oprørerne.
Under 1. verdenskrig var Lettow-Vorbeck kommandant for beskyttelsestropperne (Schutztruppe) i Tysk Østafrika. Det lykkedes ham at forsvare Tysk Østafrika mod britiske, belgiske og portugisiske tropper, og det var den eneste koloni i Afrika, som ikke blev taget af fjenden, til trods for, at fjenden var overlegen både talmæssigt og i udrustning. Han kæmpede frem til 1918 og kapitulerede nogle dage efter kejserens abdikation, efter at han netop var marcheret ind i den engelske koloni Nyasaland (Malawi). Efterretningen om krigens slutning og det tyske nederlag nåede ham først via en britisk forhandler. Han havde ikke længere kommunikationsmulighed med Tyskland.
Da han kom tilbage til Tyskland, støttede han Gustav Noskes bestræbelser. I Hamborg marcherede han ind med sit Korps Lettow, efter at spartakistoprøret var slået ned, og blev divisionskommandør i Brigade Ehrhardt, ledet af korvetkaptajnen Hermann Ehrhardt.
Under Weimartiden skrev han en række bøger som Heia Safari! og krævede tilbagelevering af de tyske kolonier. Fra 1929 til 1930 var han medlem af Rigsdagen for DNVP, (det Tysknationale Folkeparti). Da han døde i Hamborg i 1964 rejste flere Askari hertil, for at vise deres general den sidste ære.

## Eksterne links
- Familieside
- Lettow-Vorbeck-Kaserne
- Tabellarischer Lebenslauf mit Bildern Arkiveret 20. oktober 2004 hos  Wayback Machine